# Inuit Ataqatigiit
Inuit Ataqatigiit (IA) är ett grönländskt demokratiskt socialistiskt politiskt parti. Det började som en gruppbildning 1976, och blev ett formellt parti 1978. Namnet består av orden för människor och gemenskap, och kan därför översättas som folkgemenskap. 
Partiets ungdomsförbund heter Inuusuttut Ataqatigiit Suleqatigiiffiat, och är medlem i paraplyorganisationen Socialistisk Ungdom i Norden.

## Valresultat
2002 fick partiet 25,5 % av väljarnas röster, vilket gav dem åtta av 31 platser i Landstinget (Grönlands parlament). Tillsammans med det socialdemokratiska partiet Siumut bildade IA regering. I valet 2005 fick partiet 22,6 % och sju mandat, och bildade regering tillsammans med Siumut och Atassut. 2007 lämnade IA regeringen till följd av oenighet kring kvoter för räkfiske (IA förespråkade begränsningar med hänvisning till ekologisk hållbarhet). 
I landstingsvalet 2009 fick partiet hela 43,7 % av rösterna och 14 mandat, och bildade regering med Kattusseqatigiit och Demokraatit, under ledning av partiledaren Kuupik Kleist. 
2013 fick IA 33,4 % och elva mandat, och kom i opposition. Sedan regeringen Aleqa Hammond fallit utlystes nyval i slutet av 2014, då IA fick 33,2 % och fortsatt elva mandat. Den nya regeringen består av Siumut, Demokraatit och Atassut.
Ved landstingsvalet den 11 mars 2025 blev Inuit Ataqatigiit det tredje största partiet med 21,4 procent av rösterna och sju mandat.

## Kandidater
Mellan 2001 och 2007 var partiets kandidat Kuupik Kleist ledamot av Folketinget, och efterträddes där av Juliane Henningsen. I valet till Folketinget 2011 blev partiets nya kandidat Sara Olsvig partiets tredje folketingsledamot. År 2013 valdes  hon till partiledare. Sedan december 2018 är Múte Bourup Egede partiledare.